# Бернгард Йопе
Бернгард Йопе (нім. Bernhard Jope; нар. 10 травня 1914, Лейпциг, Німецька імперія — пом. 31 липня 1995, Кенігштайн-ім-Таунус) — німецький пілот бомбардувальної авіації часів Другої світової війни, брав активну участь у бойових діях на морі. Здійснив близько 300 бойових вильотів. Кавалер Лицарського хреста Залізного хреста з дубовим листям.

## Ранні роки
Народився 10 травня 1914 в Лейпцигу. Після закінчення гімназії навчався в Вищому технічному училищі Данціґа, де вивчав літакобудування. На початку 30-х років вступив до Німецької школи транспортної авіації (нім. Deutsche Verkehrsfliegerschule), яка була, в тому числі, прикриттям для підготовки військових льотчиків. Від 1 квітня 1935 й до кінця війни служив в Люфтваффе. Після закінчення авіаційного училища зарахований у 2-гу ескадрилью 40-ї бомбардувальної ескадри (Kampfgeschwader 40; 2./KG 40).

## Друга світова війна

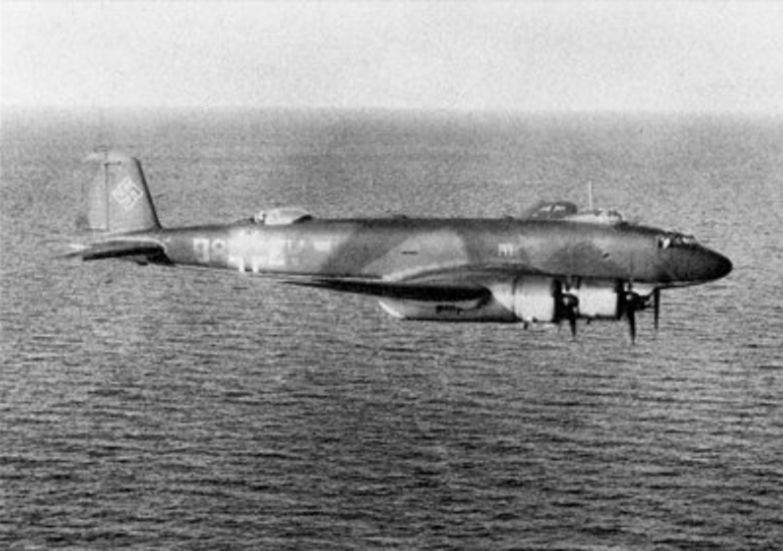
Fw 200 «Condor»

Під час Другої світової виконував завдання з далекої морської розвідки, морського бомбардувальника, розвідки погоди та у проведенні спеціальних операцій, зокрема, по забезпеченню роботи секретних метеостанцій.
Брав участь у Польській (1939) та Французький (1940) кампаніях. Від травня 1940 літав на FW 200 «Кондор» у складі 2./KG 40. 30 грудня 1940 нагороджений Лицарським хрестом Залізного хреста. З 12 червня 1943 командир 4-ї групи, а із 28 липня 1943 — 3-ї групи 100-ї бомбардувальної ескадри, дислокованої на півдні Франції. 9 вересня 1943 брав активну участь у потопленні на схід від Сардинії італійського лінійного корабля «Рома». З 10 вересня 1943 командир 100-ї ескадри, якою командував до її розформування 20 серпня 1944. 24 березня 1944 отримав Дубове листя до Лицарського хреста. Із жовтня 1944 по березень 1945 командував 30-ю бомбардувальною ескадрою. Війну закінчив у військовому званні оберст-лейтенант.

### Битва за Атлантику

#### Потоплення океанського лайнера «Імператриця Британії»

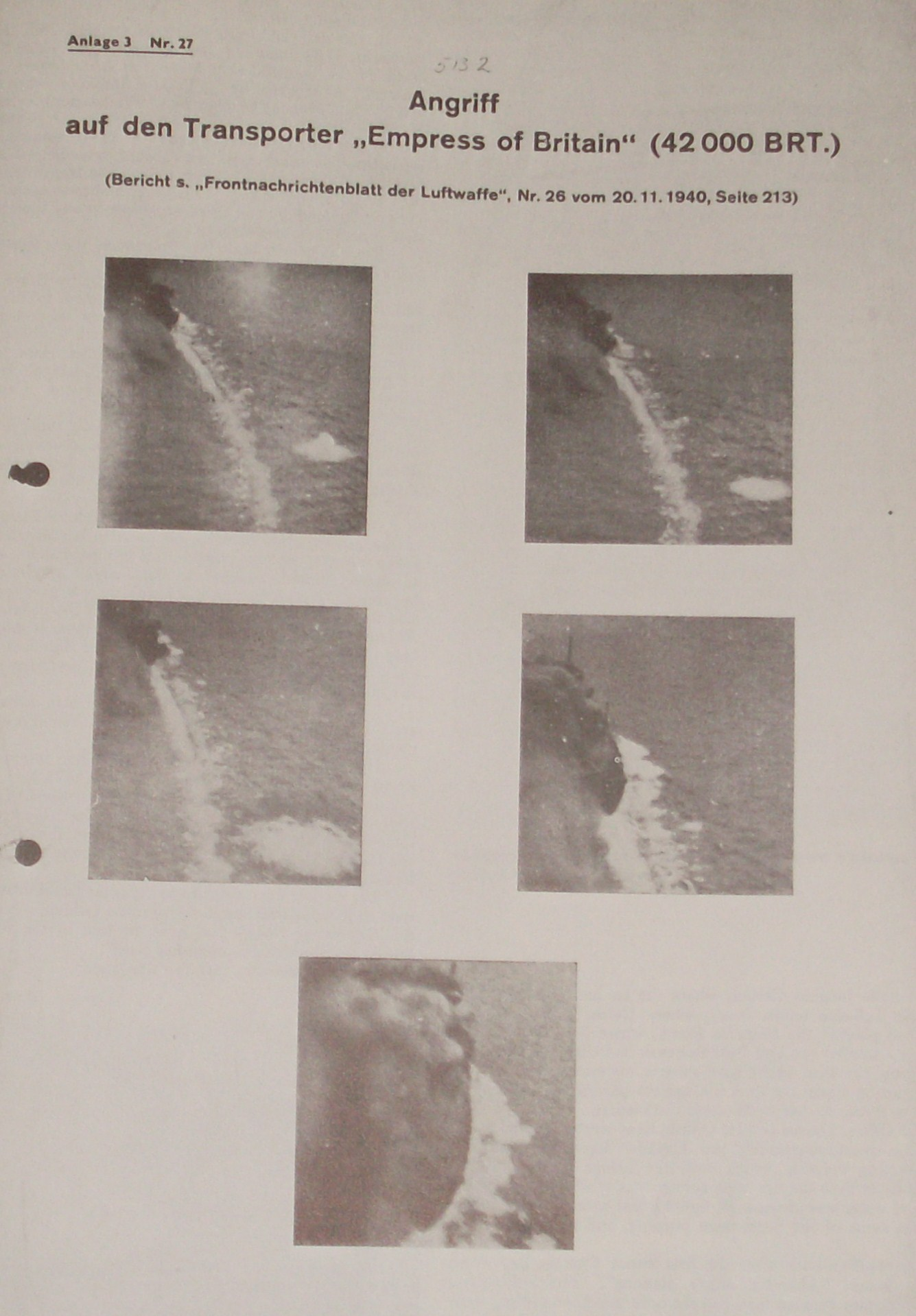
Атака на «Імператрицю Британії»

26 жовтня 1940 приблизно о 9:20 FW 200 із складу II./KG 40 під командуванням оберлейтенанта Йопе за 100 км на захід від узбережжя Ірландії двома прямими влученнями у верхню палубу авіаційними бомбами SC 250 наніс значні пошкодження британському океанському лайнеру «Імператриця Британії» [Архівовано 6 березня 2014 у Wayback Machine.] «Імператриця Британії», що йшов із Фрітауна в Ліверпуль. Лайнер на цей момент було перероблено у військовий транспорт й був другим за величиною кораблем англійського торгового флоту (42 348 БРТ) та найбільшим пасажирським, за конструкцією, пароплавом потопленим під час війни. Транспорт дістав важкі пошкодження і на ньому почалася пожежа. Після чого, 28 жовтня, був добитий німецьким підводним човном U 32, командир Ганс Єніш (нім. Hans Jenisch, 19 жовтня 1913 — 29 квітня 1982).

### Середземноморський театр воєнних дій

#### Атака італійських лінкорів

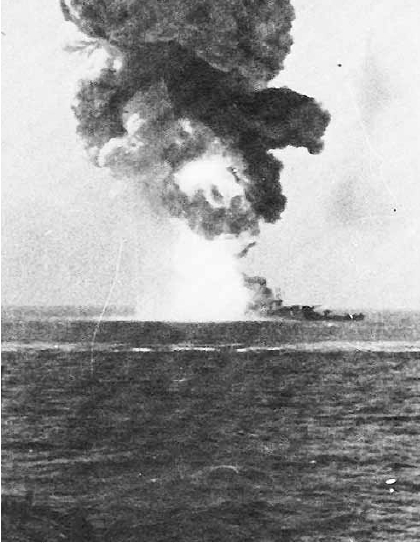
Вибух лінкора «Рома»

За умовами перемир'я від 8 вересня 1943 укладеного урядом маршала Бадольо з англо-американським командуванням, ВМФ Італії повинен був перейти на Мальту, тобто потрапити до рук супротивника. В цей же день, услід за повідомленням по радіо про перемир'я, командувач флотом адмірал К. Бергаміні дістав наказ негайно слідувати у Ла-Маддалену та чекати подальших вказівок. Вийшли з бази о 3:00 9 вересня та вже о 15:10 флот у складі трьох лінкорів, шести крейсерів, 14 есмінців і міноносців знаходився поблизу протоки Боніфачо. Невдовзі, о 09:41 німецький літак-розвідник Junkers Ju 88, виявив італійську ескадру в Тірренському морі на схід від Сардинії і командир 2-ї авіадивізії 2-го повітряного флоту генерал-лейтенант Йоханнес Фінк наказав атакувати колишніх союзників.
Спочатку, близько 10:00, удар по італійським кораблям завдали звичайні бомбардувальники, які, проте, не заподіяли їм ушкоджень. О 14:00 друга ударна хвиля із 17 літаків Do-217K-2 зі складу III./KG 100 з аеродрому Істр-Марсель піднялася в повітря. Перша керована бомба Fritz X була скинута з «Дорньє» обер-лейтенанта Генріха Шметца та влучила у корму о 15:30. О 15:46 літак командира групи майора Йопе атакував і домігся другого прямого влучення в корму італійського лінкора «Рома», флагмана італійського флоту, що істотно знизило його хід. Важка бронебійна бомба прошила корабель наскрізь і вибухнула у воді в районі котельних відділень № 7 і 8. Однотипний з «Ромою» лінкор «Італія» теж отримав пряме влучення. Бомба, пробив дві броньові палуби, також вибухнула у воді. О 15:52 було ще одне влучання, вже в середню частину корпусу «Роми». В результаті дій екіпажу оберфельдфебеля Курта Штайнборна, здетонував боєзапас 6-дюймових снарядів, який, у свою чергу, викликав вибух і детонацію артилерійських льохів носових башт головного калібру. Корабель остаточно втратив хід і став стрімко заповнюватися водою. Зусилля екіпажу у боротьбі за живучість не дали результатів. Корпус «Роми» переломився й у 16:12 лінкор затонув. Загинули адмірал Бергаміні і 1254 членів екіпажу (66 з 71 офіцера та 1188 нижніх чинів). Лінкор «Італія», попри прийом 1246 тонн води (830 після вибуху та 416 щоб компенсувати остійність судна), згодом зміг своїм ходом дійти до Мальти.
У наступні дні Йопе атакував британські лінкор «Ворспайт» та крейсер «Уганда» і американський крейсер «Саванна».

## Повоєнний період
Після війни опинився в полоні, був звільнений у 1946 та повернувся до цивільного життя. Здобув науковий ступінь у галузі інженерії, кілька років працював інженером на будівництві. У 1955, на запрошення відродженої Люфтганзи, повернувся до польотів, де і пропрацював пілотом аж до виходу на пенсію. Пілотував літаки призначеними для трансокеанських маршрутів, в тому числі літав на «Боїнгу-707». Протягом п'яти років жив у Південній Америці, виконував рейси в Бразилії та із Чилі до Нью-Йорку. У 1971 повернувся до ФРН, вдруге одружився.

## Останні роки
Від 1972 на пенсії. Помер 31 липня 1995 в місті Кенігштайн Таунус, ФРН, у віці 81 рік, поховано на Міському кладовищі, ділянка XII, могила 171.

## Звання
- Лейтенант (1 квітня 1937)
- Оберлейтенант (1 червня 1938)
- Гауптман (1 лютого 1941)
- Майор (1 серпня 1943)
- Оберстлейтенант (1 січня 1945)

## Нагороди
- Нагрудний знак пілота
- Медаль «За Іспанську кампанію» (Іспанія)
- Іспанський хрест в бронзі з мечами
- Медаль «За вислугу років у Вермахті» 4-го класу (4 роки)
- Медаль «У пам'ять 1 жовтня 1938»
- Залізний хрест
  - 2-го класу (27 вересня 1939)
  - 1-го класу (12 вересня 1940)
- Відзначений у Вермахтберіхт
  - «Екіпаж бойового літака під керівництвом оберлейтенанта Йопе відзначився у першій атаці на великий та сильно захищений транспортний пароплав „Імператриця Британії“.» (29 жовтня 1940)
- Лицарський хрест Залізного хреста з дубовим листям
  - лицарський хрест (№ 173; 30 грудня 1940)
  - дубове листя (№ 431; 24 березня 1944)
- Німецький хрест в золоті (5 лютого 1942)
- Авіаційна планка бомбардувальника в золоті